# Dunkle Dickkieferspinne
Die Dunkle Dickkieferspinne (Pachygnatha degeeri) ist eine Spinne aus der Familie der Streckerspinnen (Tetragnathidae). Die Art ist paläarktisch verbreitet und bewohnt eine Vielzahl an Lebensräumen, bevorzugt jedoch feuchtere Biotope und ist dort in niedriger Vegetation zu finden. In ihrem Verbreitungsgebiet ist sie in geeigneten Habitaten (Lebensräumen) häufig.
Die Dunkle Dickkieferspinne zeichnet sich wie andere Dickkieferspinnen (Pachygnatha) durch die für die Gattung typische und hybride Lebensweise aus. Lediglich Jungtiere in den frühen Stadien legen, wie für Streckerspinnen üblich, ein Radnetz an, während in der Entwicklung fortgeschrittenere Jungtiere und die ausgewachsenen Spinnen freilaufend auf Jagd gehen. Außerdem zählt die Art zu denen, deren Jungtiere durch Ausbreitung mithilfe des sogenannten Spinnenflugs in Mitteleuropa am häufigsten beobachtet werden können.
Die Dunkle Dickkieferspinne eignet sich eventuell als effektives Bekämpfungsmittel im Rahmen der biologischen Schädlingsbekämpfung gegen Blattläuse, die zu den bevorzugten Beutetieren der Art zählen und von ihr in großen Mengen dezimiert werden können. Trotz verschiedener Gifte, die von den Blattläusen zur Abwehr von Prädatoren (Fressfeinden), der Dunklen Dickkieferspinne eingeschlossen, produziert werden, kann die Art täglich eine große Anzahl davon vertilgen. Es wird daher von einer Resistenz gegen Gifte von Blattläusen seitens der Spinne ausgegangen. Dies lässt die Dunkle Dickkieferspinne zu einem aus wissenschaftlicher Sicht interessanten Forschungsobjekt werden.

## Merkmale

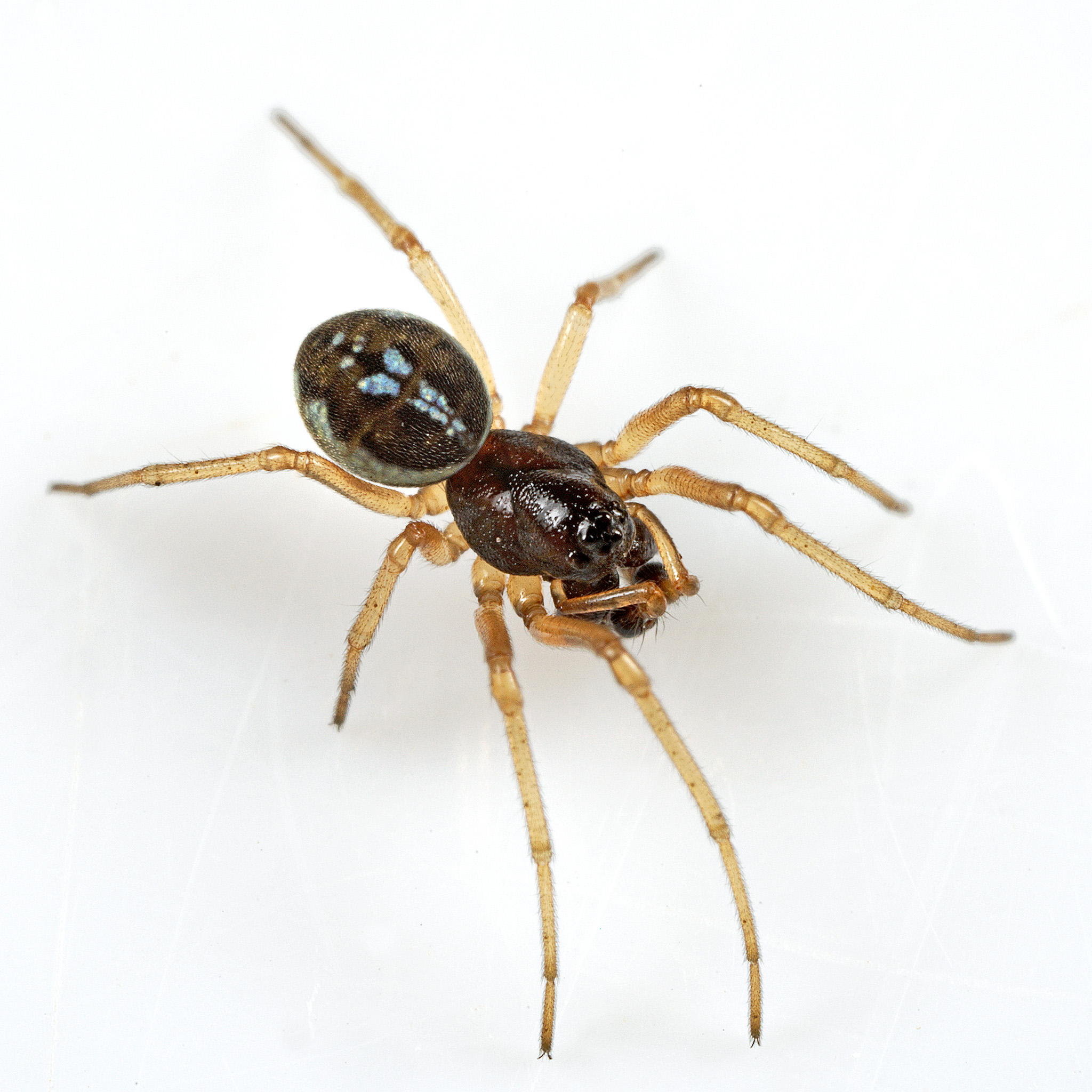
Männchen

Das Weibchen der Dunklen Dickkieferspinne erreicht eine Körperlänge von 3 bis 4 Millimetern, wobei die durchschnittliche Körperlänge 3,6 ± 0,3 Millimeter beträgt. Das Männchen der Art misst eine Körperlänge von 2,8 bis 3,8 Millimeter und im Durchschnitt 3,2 ± 0,3 Millimeter. Mit diesen Maßen handelt es sich bei der Dunklen Dickkieferspinne wie bei allen Dickkieferspinnen (Pachygnatha) um eine kleinere Spinnenart. Der grundsätzliche Körperbau ist mit dem anderer Vertreter der Gattung identisch.
Das Prosoma (Vorderkörper) ist dunkelbraun bis schwarz gefärbt und erscheint glänzend. Die Oberfläche des Carapax (Rückenschild des Prosomas) und darunter besonders die von dessen Rändern sowie dem cephalen (am Kopf gelegenen) Bereich ist mit punktartigen Einsenkungen versehen. Das Sternum (Brustschild des Prosomas) ist wie der dunkelbraun gefärbt und verfügt ähnlich wie letzterer Bereich über Einsenkungen. Die Cheliceren (Kieferklauen) sind dunkelbraun gefärbt. Die Beine weisen eine gelbliche bis hellbraune Farbgebung auf. Darüber hinaus sind sie blass und glänzend.
Das Opisthosoma (Hinterleib) erscheint weißlich bis cremefarben. Dorsal (oben) trägt es zumeist ein stark ausgeprägtes Folium (Blattzeichnung) und median (in der Mitte gelegen) je zwei bis drei in Längsrichtung angeordnete Silberflecken. Diese betten das Folium ein und sind vorne eher länglich, während sie nach hinten hin rundlicher und kleiner werden sowie bisweilen auch miteinander verschmelzen. Die Flanken des Foliums verlaufen wellenförmig. Lateral (seitlich) ist das Opisthosoma im Kontrast zu dessen Dorsalseite weiß gefärbt.

### Sexualdimorphismus und innerartliche Unterscheidungen
Der Sexualdimorphismus (Unterschied der Geschlechter) ist wie bei allen Dickkieferspinnen gering ausgeprägt. Ein häufiges Unterscheidungsmerkmal zwischen beiden Geschlechtern kann der beim Männchen oftmals dunklere Carapax sein. Einzelne Exemplare der Dunklen Dickkieferspinne können grünlichgraue oder gelbe Farbstiche haben, während Jungtiere über herausstechende Rottöne verfügen können.

#### Männchen
Der Carapax nimmt beim Männchen von der Körperlänge 1,39 bis 1,66 Millimeter und durchschnittlich 1,54 ± 0,08 Millimeter ein. Die Breite des Carapax beläuft sich beim männlichen Tier auf Werte von 1,05 bis 1,2 Millimeter und einen Durchschnittswert von 1,14 ± 0,04 Millimeter. Das Längen-Breiten-Verhältnis des Carapax beim Männchen beläuft sich auf 1,3 bis 1,49 Millimeter und im Durchschnitt auf 1,36 ± 0,05 Millimeter und die Neigung des Carapax des Männchens auf 28°.
Beim Männchen ist der dunkelbraune Carapax neben Punktierungen mit einigen dunklen olivfarbenen Flecken versehen. Die Cheliceren sind dunkelbraun, stark divergent (auseinandergehend) und kräftig. Das Sternum des Männchens weist eine schwarze Färbung und wie der Carapax Punktierungen auf. Die Beine sind gelblich braun. Das Folium auf der Dorsalseite des Opisthosomas erscheint beim Männchen graubraun, während es von dunklen welligen Linien umrandet wird. Auch verläuft auf der Dorsalseite des Opisthosomas ein median ausgerichtetes und weißliches Band, das posterior (hinten) von einer dunklen Linie unterbrochen wird. Daneben befinden sich auf dieser Fläche weitere blasse und quer verlaufende Linien.

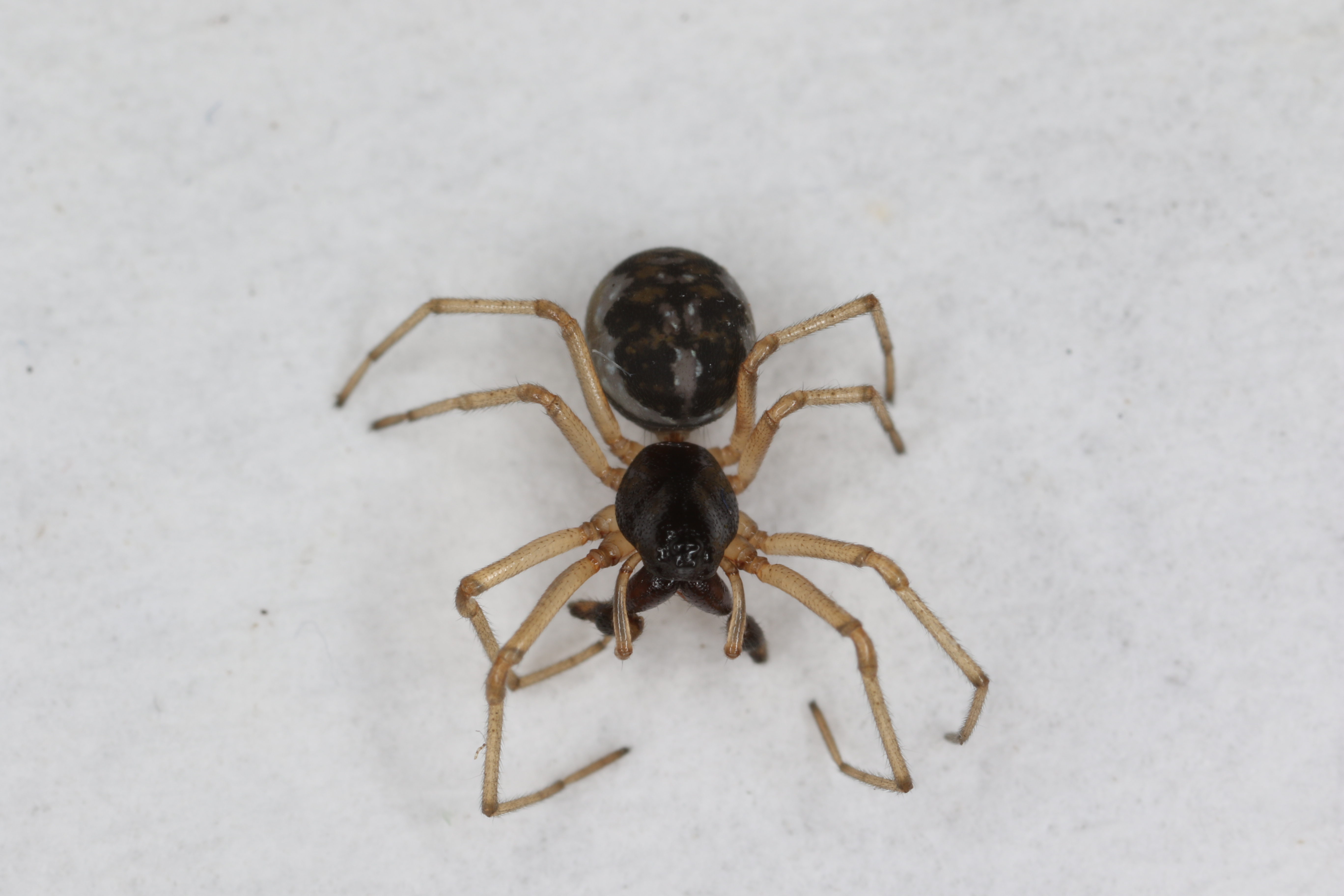
Dorsalansicht eines toten Männchens
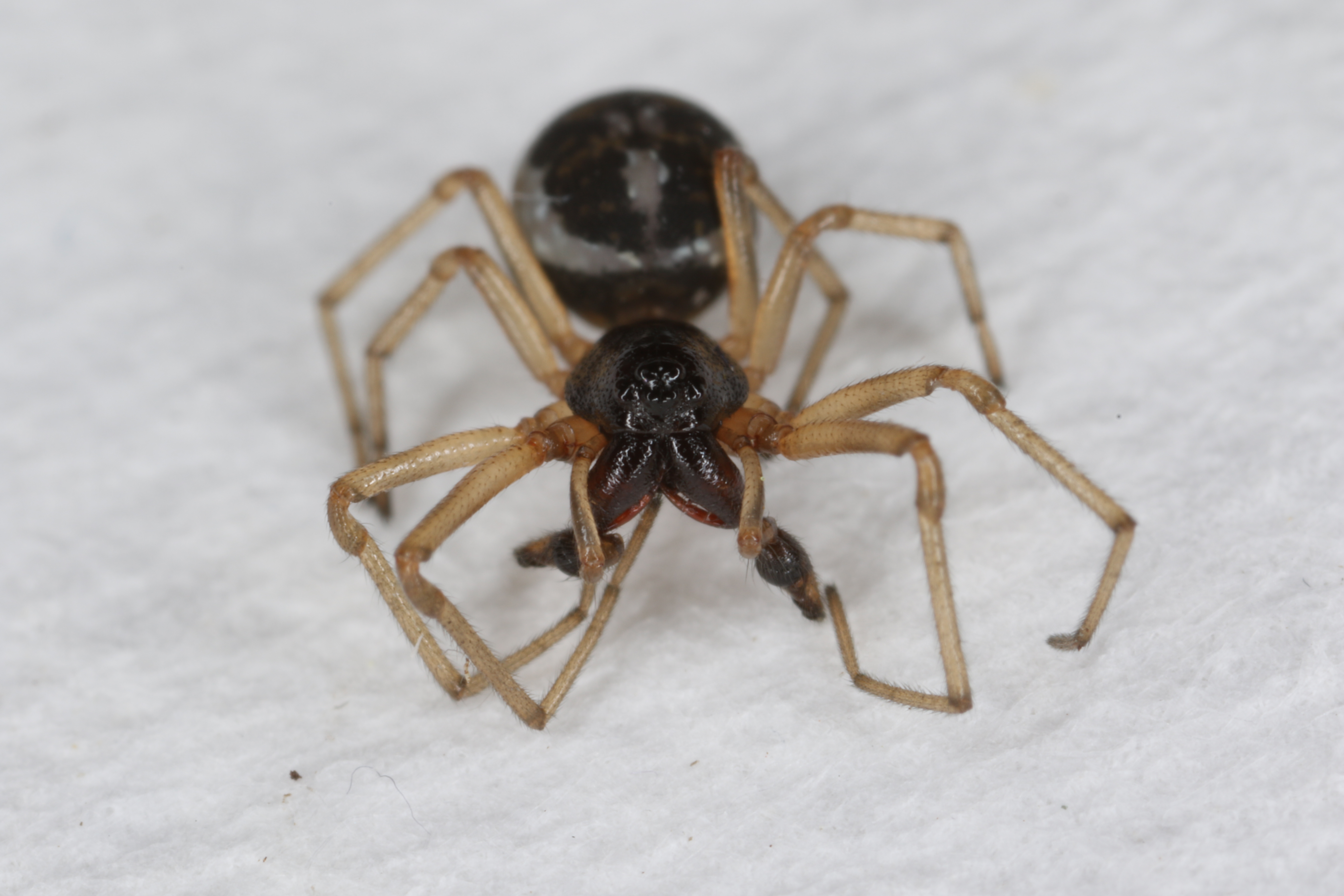
Frontalansicht eines toten Männchens
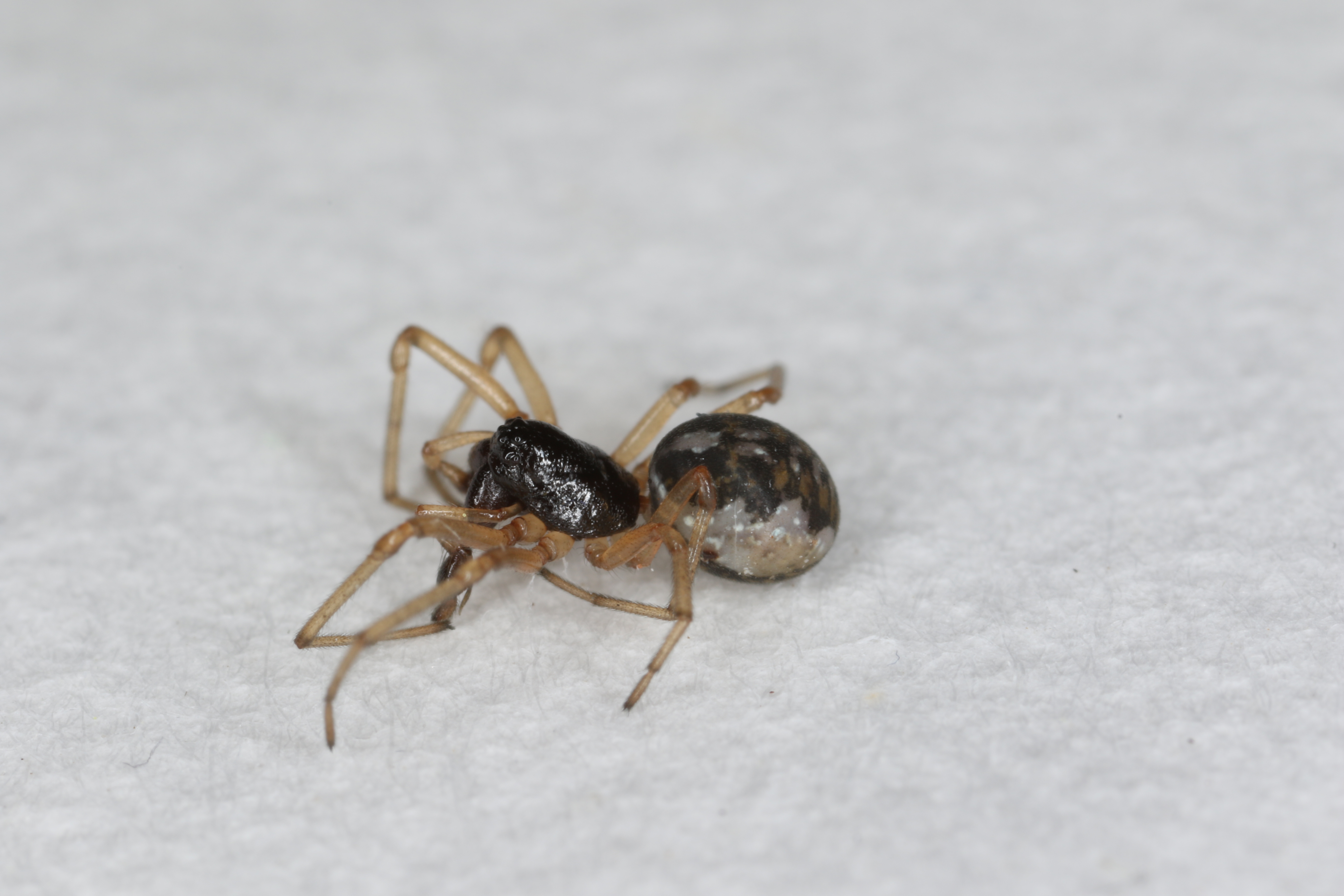
Lateralansicht eines toten Männchens
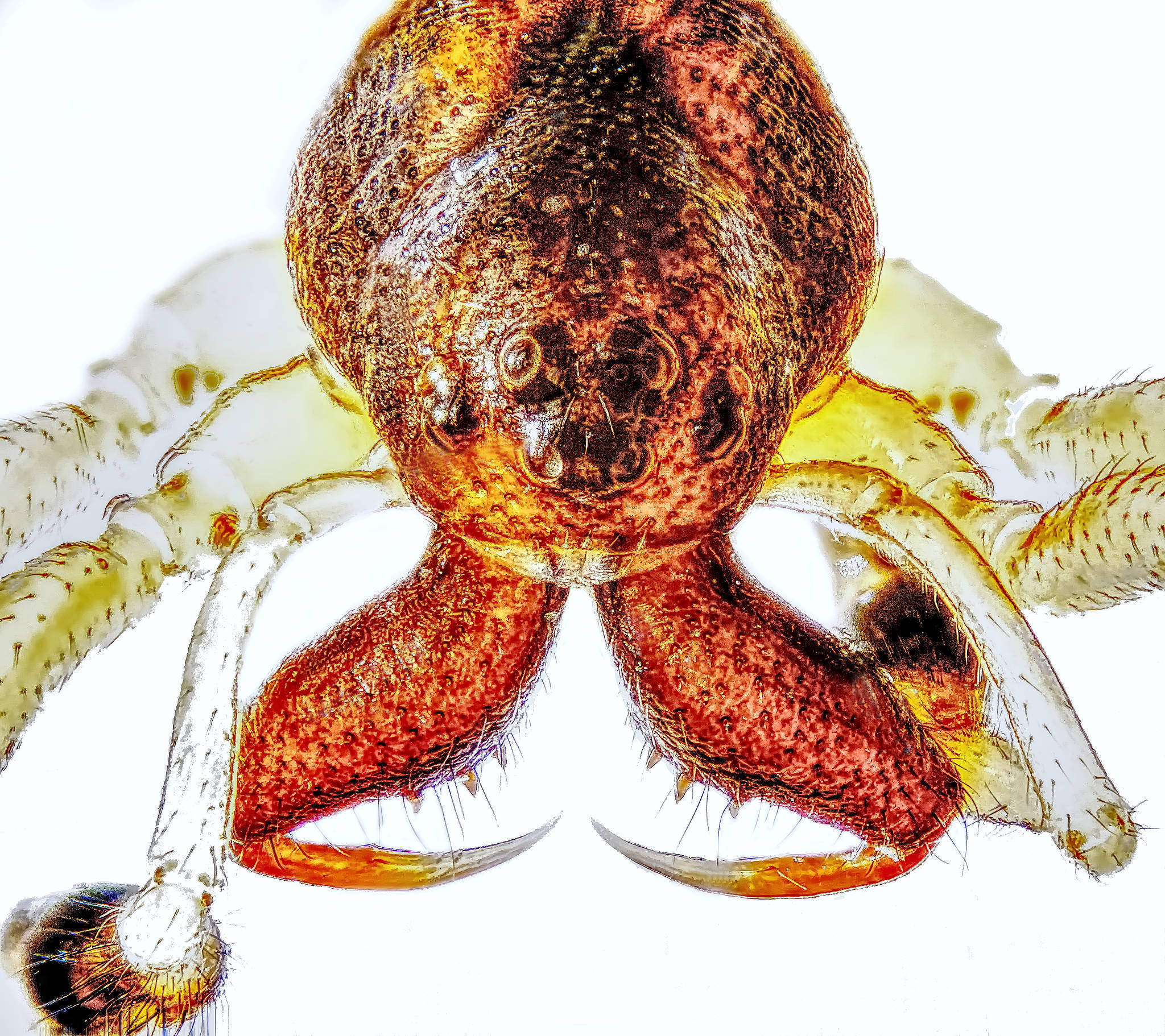
Frontale Detailaufnahme eines Männchens mit den hier gut erkennbaren Augen und Cheliceren
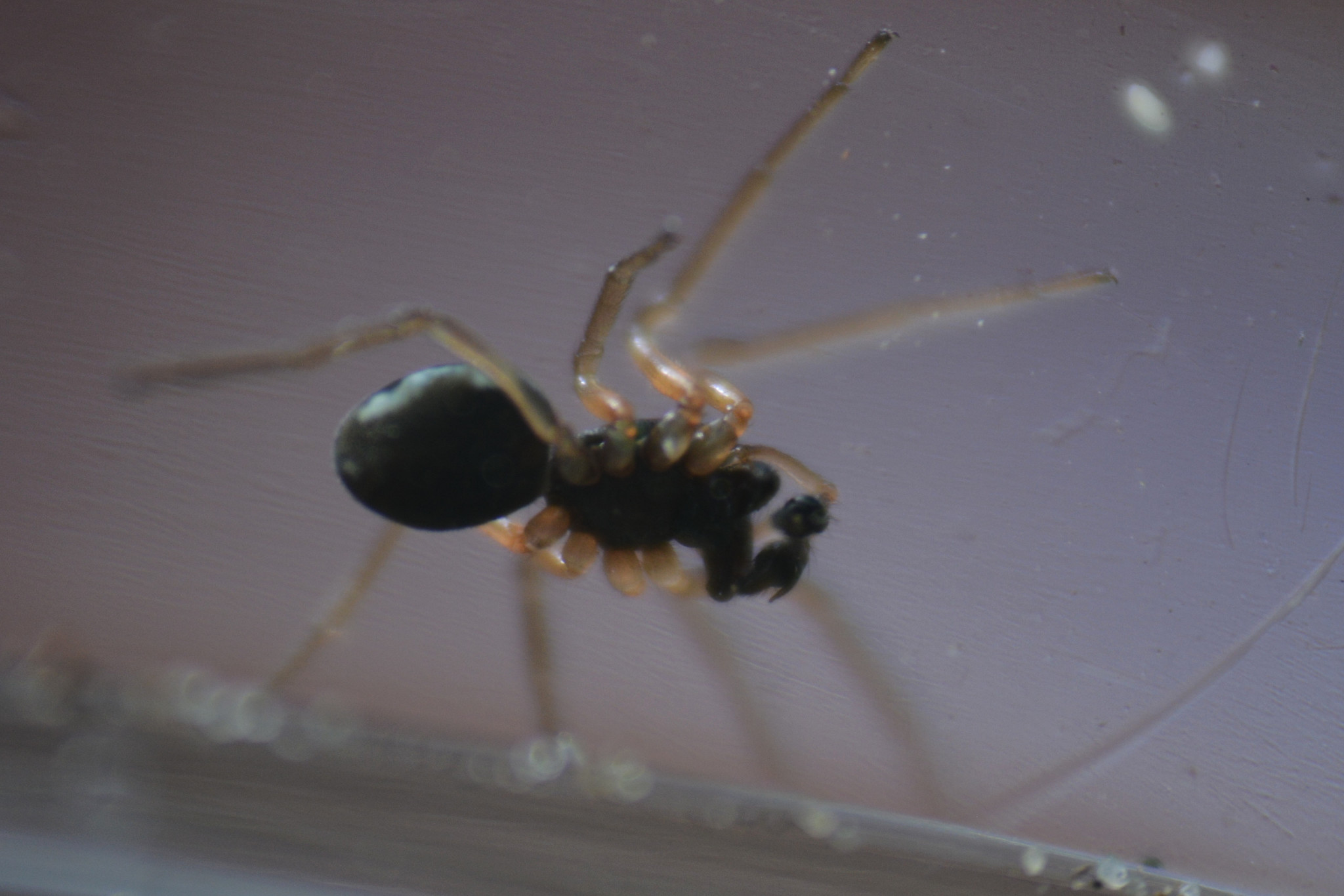
Ventralansicht eines Männchens

#### Weibchen
Der Carapax des Weibchens ist 1,41 bis 1,82 Millimeter und durchschnittlich 1,63 ± 0,11 Millimeter lang sowie 1,04 bis 1,32 Millimeter und durchschnittlich 1,18 ± 0,07 Millimeter breit. Das Verhältnis zwischen der Länge und der Breite des Carapax beläuft sich beim Weibchen auf 1,3 bis 1,49 Millimeter mit einem Durchschnittswert von 1,36 ± 0,05 Millimeter. Darüber hinaus ist der Carapax beim Weibchen um 32° geneigt.
Die Farbgebung des Weibchens gleicht der des Männchens, ist im Gesamten aber heller. Die Ventralfläche des Opisthosomas ist beim Weibchen außerdem einer blassen olivgrünen Region versehen, auf der selbst weiße Punkte verstreut sind. Diese Region wird von einer dunklen Linie mit ebenso dunklen Punkten und Streifen umrandet. Nahe den Spinnwarzen befinden sich zwei weitere schwarze Punkte.

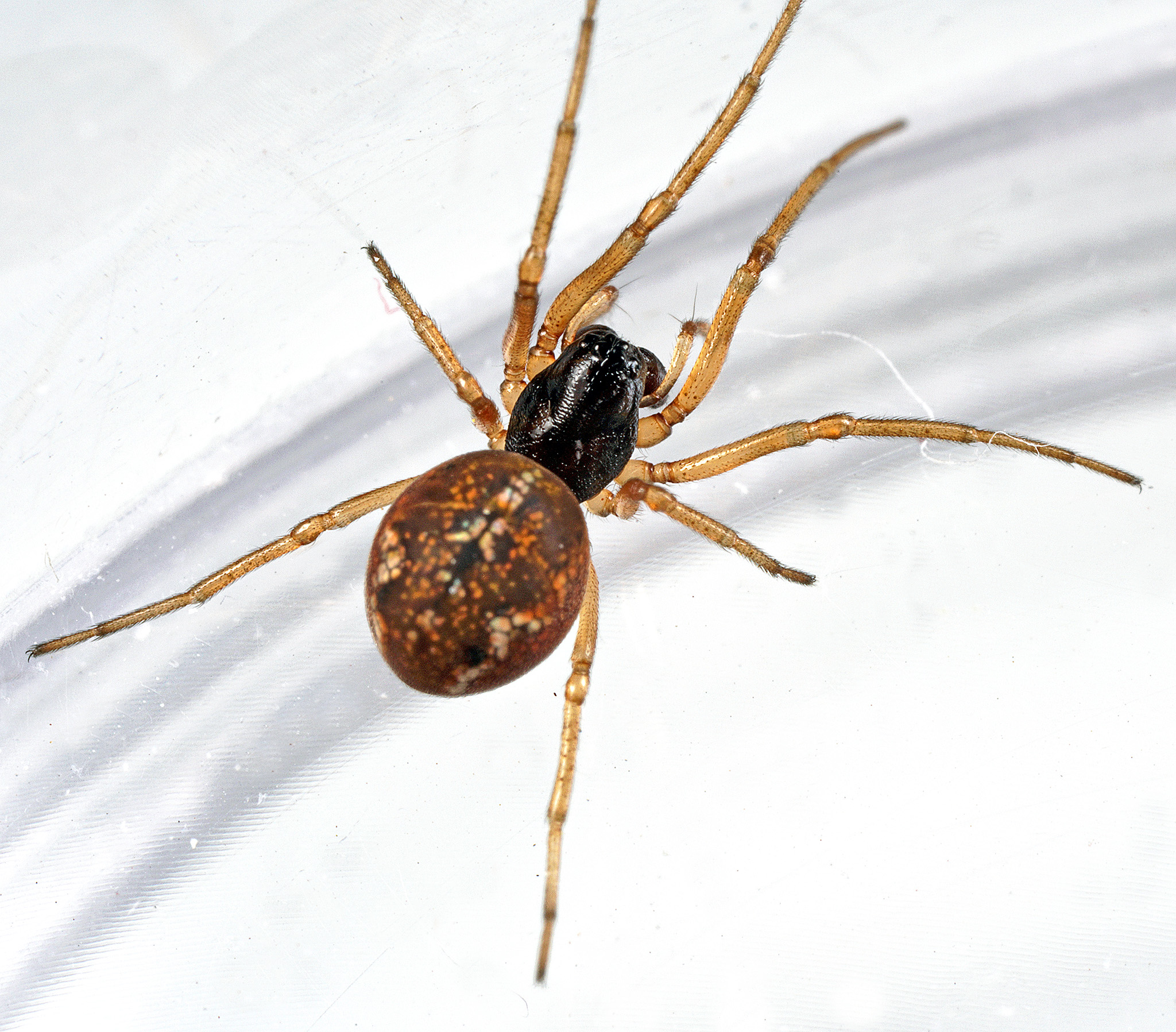
Dorsalansicht eines Weibchens
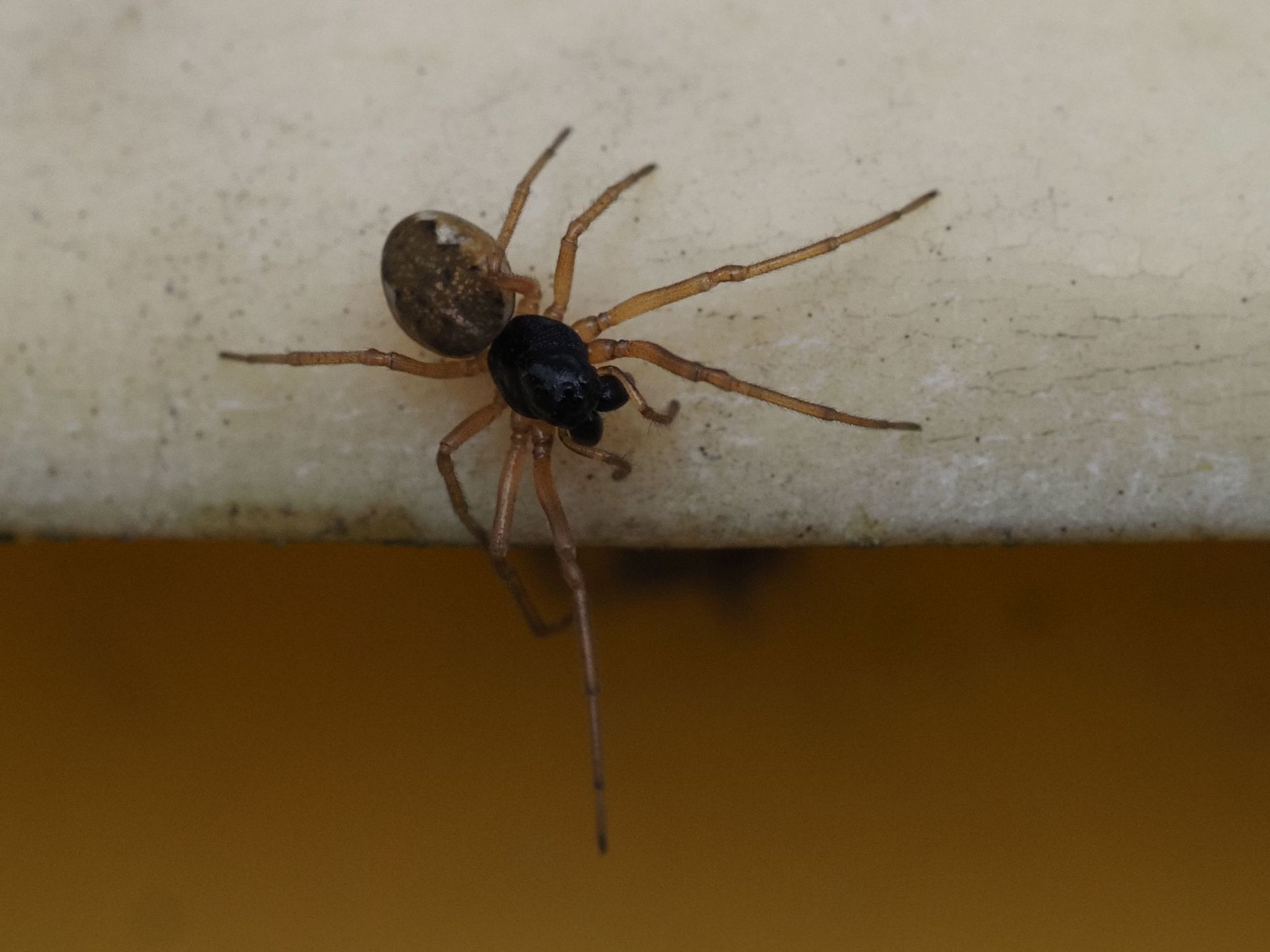
Frontalansicht eines Weibchens
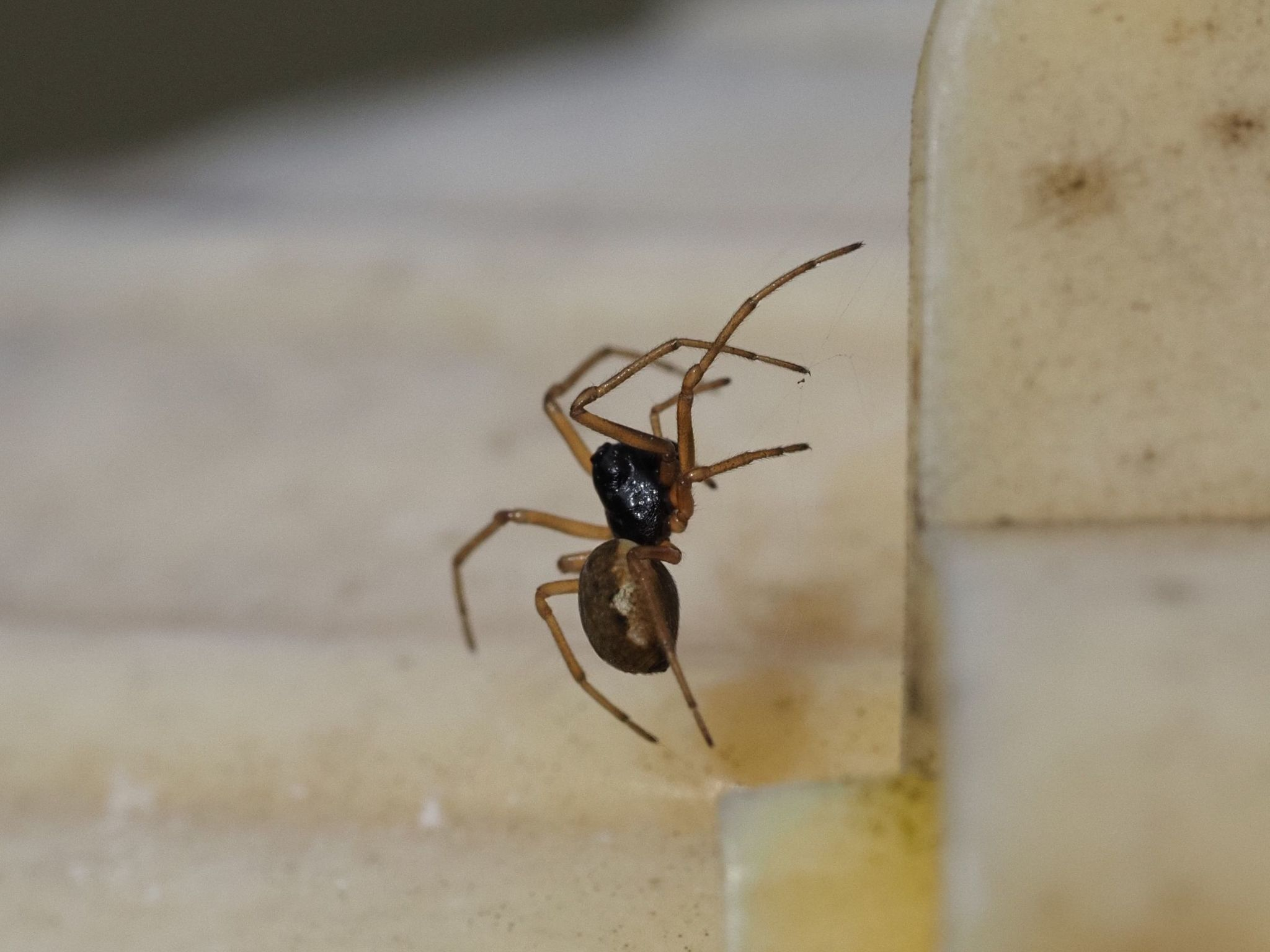
Lateralansicht eines Weibchens
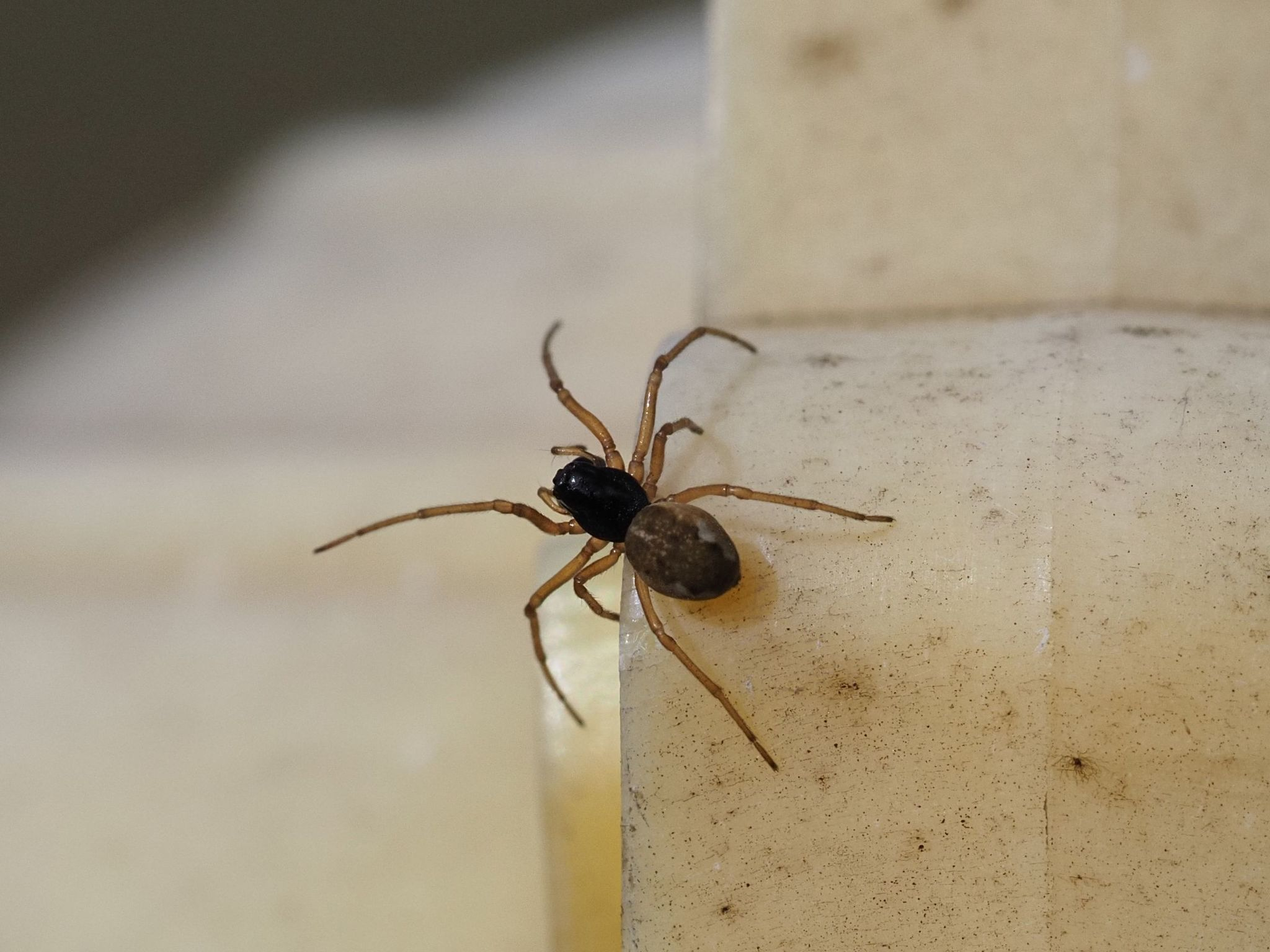
Rückansicht eines Weibchens

### Genitalmorphologische Merkmale

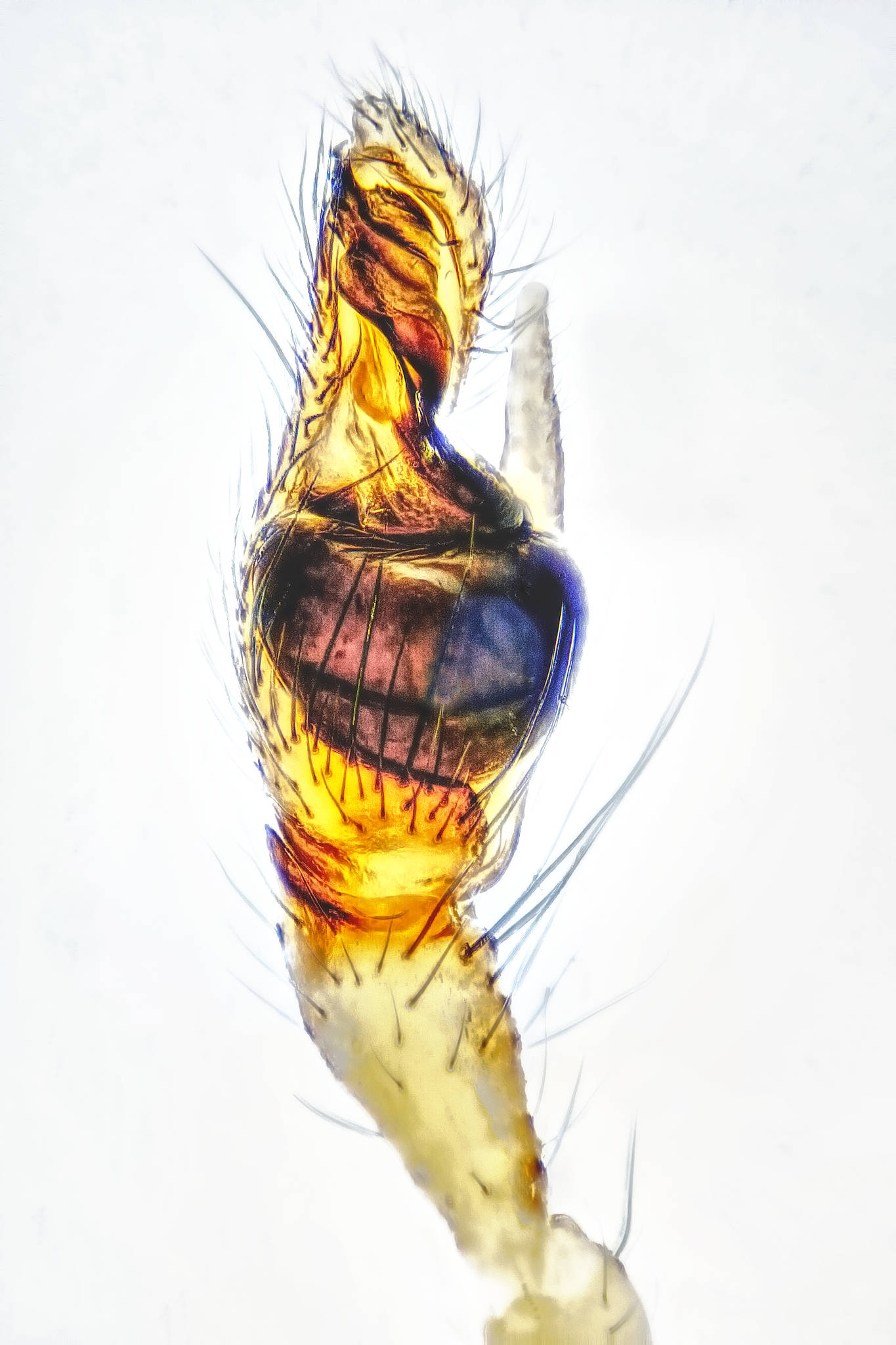
Bulbus der Dunklen Dickkieferspinne

Ein einzelner Bulbus (männliches Geschlechtsorgan) der Dunklen Dickkieferspinne wird innerhalb der Gattung der Dickkieferspinnen (Pachygnatha) dadurch charakterisiert, dass dessen Paracymbium (Fortsatz des Cymbiums, dem dritten Sklerit oder Hartteil des Bulbus) lang und spitz gebaut ist sowie einen lateralen Zahn mit breiter Basis besitzt. Die Epigyne (weibliches Geschlechtsorgan) wird innerhalb der Gattung durch einen dort befindlichen und leicht gebogenen Spalt gekennzeichnet. Außerdem ist die Vulva mit keulenförmigen Spermatheken (Samentaschen) versehen.

### Differenzierung von anderen Dickkieferspinnen
Die Dunkle Dickkieferspinne teilt einige optische Gemeinsamkeiten mit der gattungsverwandten und ebenfalls in Mitteleuropa weit verbreiteten Wald-Dickkieferspinne (P. listeri), die wie die Dunkle Dickkieferspinne keinen zahnartigen Fortsatz an den Basisgliedern der Cheliceren aufweist. Dies unterscheidet beide Arten von der Großen Dickkieferspinne (P. clercki), dem dritten in Mitteleuropa weitverbreiteten Vertreter der Dickkieferspinnen (Pachygnatha), der außerdem größer als die beiden anderen Arten werden kann. Auch kann das Prosoma der Dunklen Dickkieferspinne, das dunkler als das der anderen beiden Arten erscheint, als Unterscheidungsmerkmal herangezogen werden.

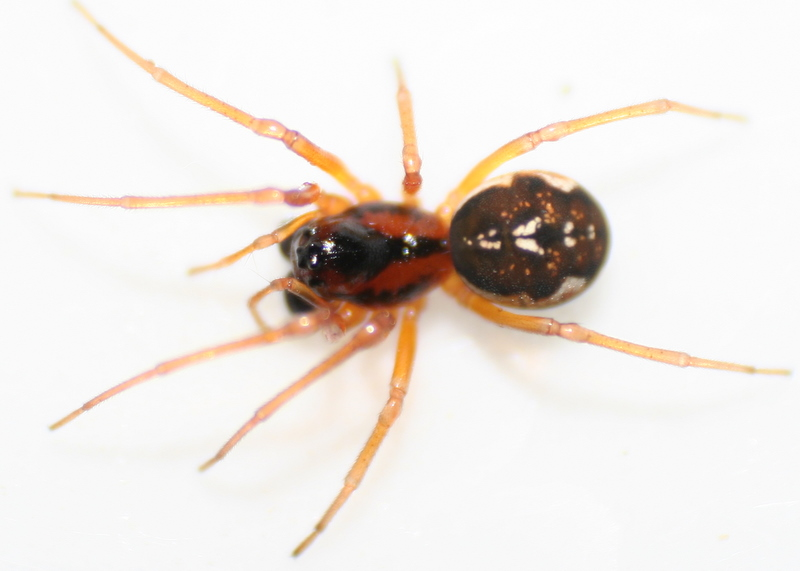
Männchen der Wald-Dickkieferspinne (Pachygnatha listeri)
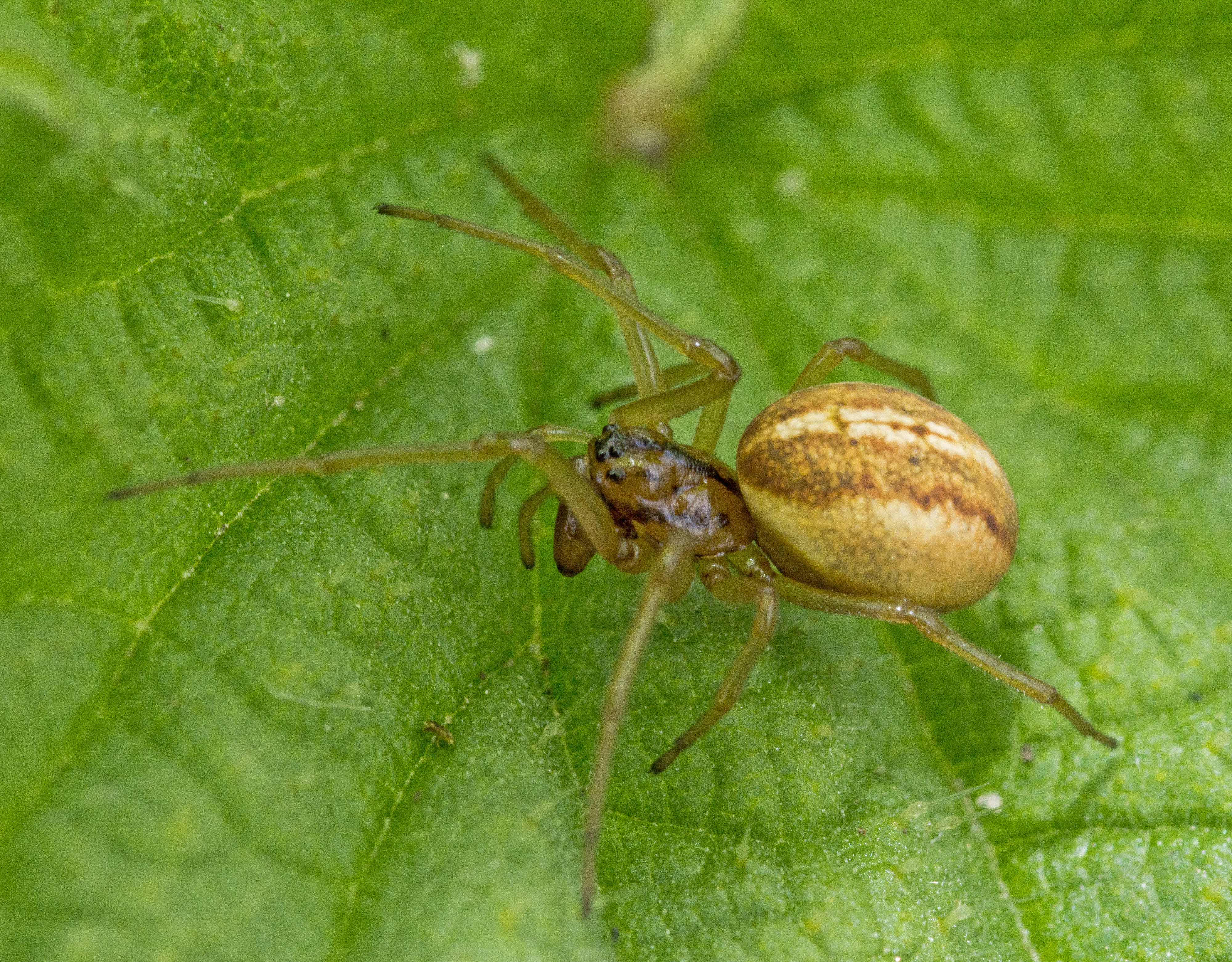
Weibchen der Großen Dickkieferspinne (Pachygnatha clercki)

## Vorkommen

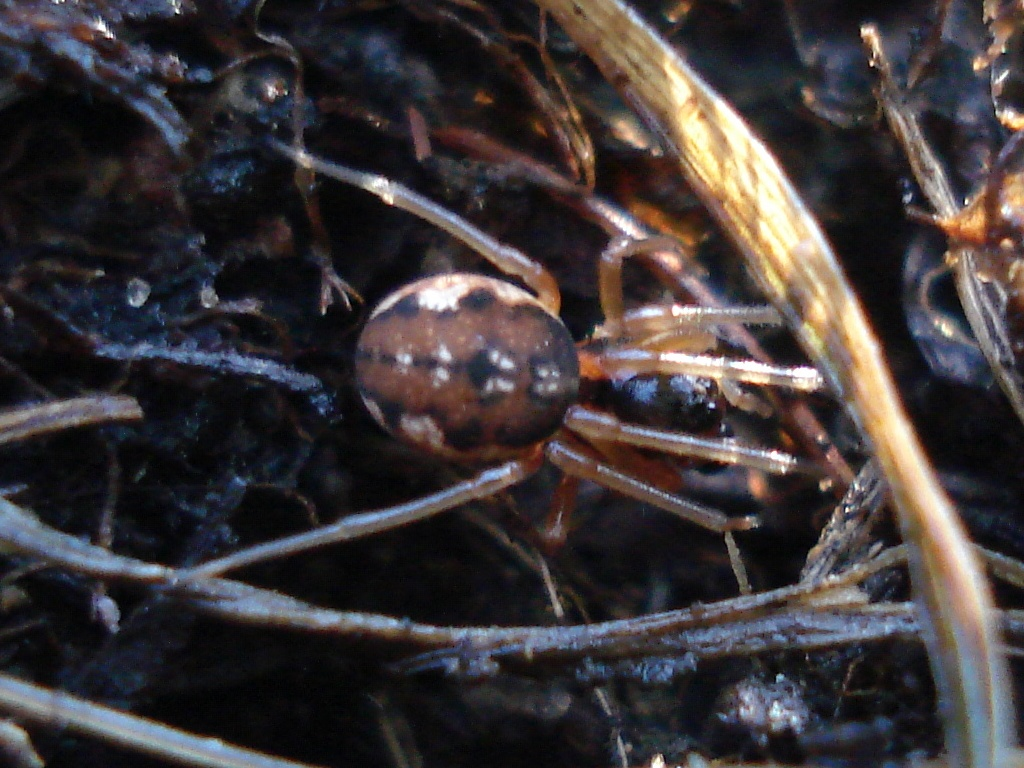
Weibchen, gefunden im in der lettischen Region Latgale und nordwestlich von Rēzekne gelegenen Dorf Audriņi.

Das Verbreitungsgebiet der Dunklen Dickkieferspinne reicht von Marokko und Algerien über Europa, die Türkei, Kaukasien, Russland (europäischer bis fernöstlicher Teil), den Iran und Zentralasien bis nach China. Innerhalb Europas ist die Art großflächig vertreten und bislang lediglich auf der russischen Doppelinsel Nowaja Semlja, Island und den Balearischen Inseln sowie im Nahen Osten etwa in Armenien und Zypern nicht nachgewiesen worden.
Auf Großbritannien gilt die Dunkle Dickkieferspinne als häufigste Art der Gattung und ist dort bis auf Nordengland und den Norden Schottlands, wo sie nur noch verstreut vorkommt, weit verbreitet. Auf der Insel ist die Art von Höhen von unter vier bis über 750 Meter über dem Meeresspiegel zu finden.
In Südamerika erfolgten ebenfalls Einzelfunde der Dunklen Dickkieferspinne. Diese gehen jedoch vermutlich auf Einschleppungen zurück.

### Lebensräume

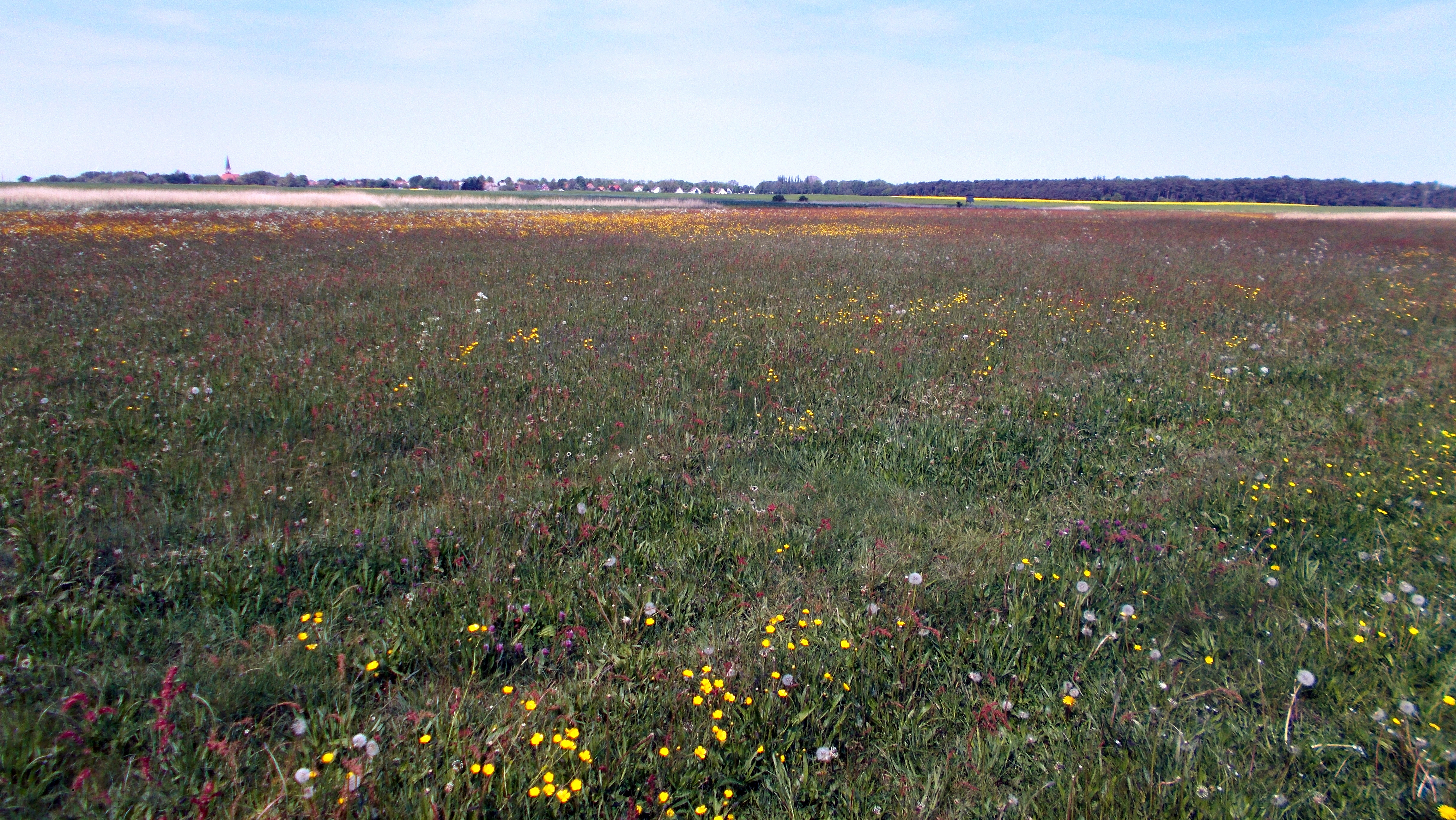
Die Dunkle Dickkieferspinne bewohnt mitunter Wiesen, wie diese beim Dorf Wustrow auf dem Fischland in Mecklenburg-Vorpommern.

Bei der Dunklen Dickkieferspinne handelt es sich um eine photophile (Licht bevorzugende) und eurytope (verschiedene Biotope bewohnende) sowie Freiflächen bevorzugende Art, die alle unbewaldeten Habitate (Lebensräume) bewohnt. Zu den Lebensräumen der Art zählen trockenes und feuchtes Ödland und Lichtungen genauso wie Wiesen und Gartenanlagen. Im Allgemeinen bilden trockene Grünflächen und städtische Grünanlagen die bevorzugten Habitate der Dunklen Dickkieferspinne, während Beweidung sich negativ auf die Bestände der Art auswirkt. Ferner bewohnt sie Äcker und als halotolerante (Salz ertragende) Art auch Salzwiesen an der Nordsee sowie Heidelandschaften mit Beständen der Besenheide (Calluna vulgaris) und sandige Kiefernwälder genauso wie Plantagen aus jungen Fichten (Picea).
Auf Großbritannien konnte die Dunkle Dickkieferspinne genauso in Graslandschaften (hier besonders in Spalten und Tussocks) und Steinbrüchen, an Wegrändern und sogar in durch Haushalte entstandenen Schutt nachgewiesen werden. Funde der Art erfolgten auf Großbritannien ebenso bei Waldwegen und verfallenen Industriestandorten. Dennoch bevorzugt die Dunkle Dickkieferspinne wie in anderen Teilen im Allgemeinen feuchtere Mikrohabitate.

### Abweichungen von den Lebensräumen anderer Dickkieferspinnen
Die Dunkle Dickkieferspinne kommt genau wie die Große (Pachygnatha clercki) sowie die Wald-Dickkieferspinne (Pachygnatha listeri) in Mitteleuropa häufig vor und ist in Deutschland oftmals in hoher Dichte vorhanden. Genauso teilen sich alle drei Arten einige Lebensräume. Jedoch kommt die Dunkle Dickkieferspinne als einzige der drei Arten auch in relativ trockenen und sonnigen Biotopen vor. Ferner verbleibt die Dunkle Dickkieferspinne auch weniger tief in der Vegetation verborgen als die anderen beiden Vertreter der Gattung und kann somit leichter gefunden werden.

## Lebensweise

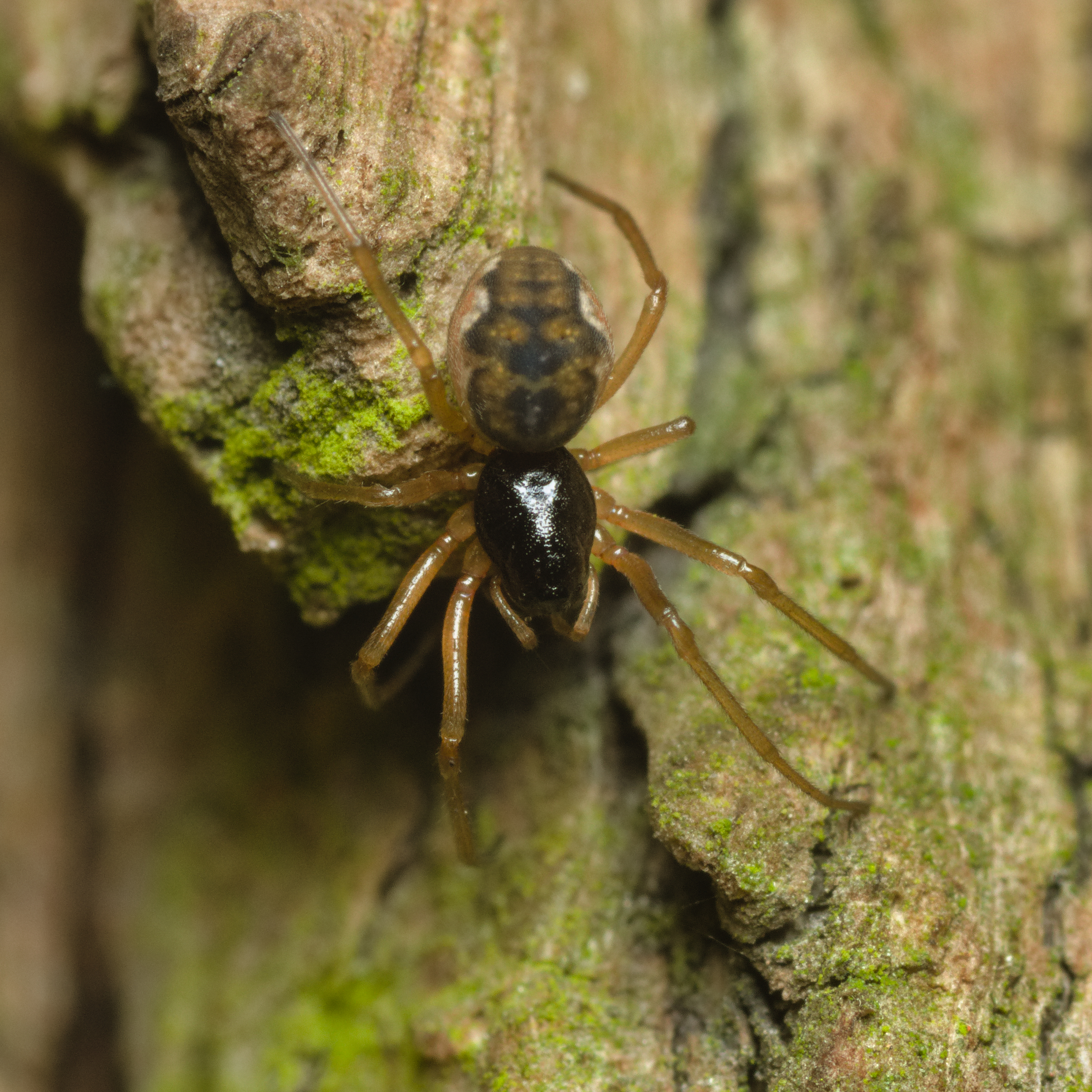
Aktives Weibchen am Tag

Die Dunkle Dickkieferspinne hält sich in direkter Bodennähe oder innerhalb niedriger Vegetation auf. Mit anderen Dickkieferspinnen (Pachygnatha) teilt sie die für die Gattung typische hybride Lebensweise, sodass lediglich Jungtiere, aber nicht mehr ausgewachsene Spinnen Spinnennetze anlegen. Unter Laborbedingungen ließ sich 1978 allerdings nachweisen, dass zumindest ausgewachsene Weibchen der Dunklen Dickkieferspinne innerhalb dieser Bedingungen gerne dichte und weitverzweigte Gespinste anlegen, in denen sie sich gelegentlich aufhielten, jedoch nicht an diese gebunden waren. Die Tiere konnten sich in diesen Gespinsten problemlos bewegen.

### Jagdverhalten und Beutespektrum
Auch die Jagdweise der Dunklen Dickkieferspinne entspricht der anderer Arten der Gattung. Jungtiere unter einer Größe von zwei Millimetern legen zum Zwecke des Beutefangs wie andere Streckerspinnen (Tetragnathidae) ein Radnetz an. Dies ist von geringem Durchmesser, horizontal angelegt und befindet sich an den Stängeln verschiedener Pflanzen befestigt in Bodennähe.
Fortgeschrittenere Jungtiere mit einer Körperlänge von über zwei Millimetern sowie ausgewachsene Spinnen jagen im Gegensatz dazu freilaufend, indem sie den Erdboden absuchen. Ihre Jagdweise ähnelt somit der der Lauf- (Philodromidae) und der Jagdspinnen (Pisauridae). Die Änderung der Jagdstrategie der Dunklen Dickkieferspinne im fortschreitenden Alter lässt sich damit begründen, dass die an den Spinnwarzen befindlichen und für den Bau von Spinnennetzen notwendigen Spinndrüsen, die sogenannten Glandulae aggregatae sowie die Glandulae flagelliformes, sich mit fortschreitendem Alter zurückbilden und bei den ausgewachsenen Spinnen gar nicht mehr vorhanden sind, während sie bei den Jungtieren noch gut ausgebildet sind.
Das Beutespektrum der Dunklen Dickkieferspinne setzt sich aus kleineren Insekten und darunter besonders aus Blattläusen und Springschwänzen zusammen.

### Lebenszyklus und Phänologie
Der Lebenszyklus der Dunklen Dickkieferspinne entspricht grundsätzlich ebenfalls dem anderer Dickkieferspinnen (Pachygnatha). Die Phänologie (Aktivitätszeit) der Art beläuft sich bei ausgewachsenen Individuen beider Geschlechter auf das ganze Jahr. In Mitteleuropa ist die Zeit der höchsten Aktivität zwischen April und Juni zu vermerken. Auch auf Großbritannien ist dies im Sommer der Fall.
Die Paarung dauert etwa zwei Stunden. Bei dieser ergreift das Männchen mithilfe seiner Cheliceren die Basalsegmente jener des Weibchens und hält diese somit geschlossen. Das von oben gegriffene Weibchen wird dadurch an einem Erbeuten des Männchens gehindert. Ein ähnliches Paarungsverhalten tritt bei der Wald-Dickkieferspinne (P. listeri) auf, während bei der Großen Dickkieferspinne (P. clercki) das Männchen die hier währenddessen gespreizten Cheliceren des Weibchens zwischen den Basalsegmenten und den Fangfurchen seiner eigenen Cheliceren festhält. Diese Fähigkeit ist dieser Art durch den hier vorhandenen zahnartigen Fortsatz an den Basalsegmenten der Cheliceren des Männchens gegeben, der den anderen beiden Arten fehlt.
Einige Zeit nach der Paarung fertigt das Weibchen einen flachen und weißlich bis gelblich gefärbten Eikokon an, den es in der Streuschicht, unter Steinen oder in Moosschichten versteckt. Er enthält bis zu 20 gelblichweiße Eier. Die geschlüpften Jungtiere breiten sich dann über den sogenannten Spinnenflug aus. Dabei zählt die Dunkle Dickkieferspinne allgemein zu den Arten, die dabei häufiger zu beobachten sind.

## Systematik
Die klassische Systematik befasst sich im Bereich der Biologie sowohl mit der taxonomischen (systematischen) Einteilung als auch mit der Biologie und mit der Nomenklatur (Disziplin der wissenschaftlichen Benennung) von Lebewesen und somit auch denen der Dunklen Dickkieferspinne.
Mit dem Artnamen degeeri soll der schwedische Entomologe Charles De Geer geehrt werden.

### Beschreibungsgeschichte und Synonymie
Die Dunkle Dickkieferspinne erhielt bereits bei ihrer 1830 stattgefundenen und von Carl Jakob Sundevall durchgeführten Erstbeschreibung die Bezeichnung Pachygnatha degeerii, die somit weitestgehend der noch heute gültigen entspricht. Die Art wurde früher nicht selten als radnetzbauende Spinne beschrieben, bis die für die Dickkieferspinnen (Pachygnatha) mitsamt der Dunklen Dickkieferspinne typische Lebensweise 1978 genauer analysiert wurde.
Die 1985 von Jin-Lin Hu und Wen-Gui Wu erstbeschriebene Art Dyschiriognatha yiliensis wurde 1999 mit der Dunklen Dickkieferspinne synonymisiert, da die Merkmale der aus der Region Xinjiang stammenden Typen (für die Erstbeschreibung verwendeten Exemplare) von D. yiliensis mit denen der Dunklen Dickkieferspinne übereinstimmen.

### Unterarten
Neben der Nominatform P. d. degeeri gibt es die Unterart P. d. dysdericolor der Dunklen Dickkieferspinne, die 1977 von Rudy Jocqué erstbeschrieben wurde. Dafür verwendete er ein Männchen, das er unter einer Brücke etwa einen Kilometer nordöstlich des Staudamms des Ortes Lalla Takerkoust nahe der marokkanischen Stadt Marrakesch fand.
Die Unterart unterscheidet sich dabei nicht signifikant von der Nominatform. Wesentliche Merkmale sind die einheitlich hellrote Farbgebung des Carapax und aller Extremitäten mitsamt der Pedipalpen sowie das einheitlich weiß gefärbte Opisthosoma. Durch ihre Farbgebung erinnert die Unterart an eine Spinne aus der Gattung der Asselfresser (Dysdera) innerhalb der Familie der Sechsaugenspinnen (Dysderidae), woher auch die Bezeichnung dysdericolor rührt.

### Äußere Systematik
Durch phylogenetische (die Abstammung betreffende) Untersuchungen der auf den Britischen Inseln vorkommenden Spinnenarten war es möglich, das verwandtschaftliche Verhältnis der Dunklen Dickkieferspinne zu der dort ebenfalls vorkommenden Großen (P. clercki) und der Wald-Dickkieferspinne (P. listeri) zu erforschen. Die vorliegenden und 2018 ermittelten Informationen der drei Arten der Dickkieferspinnen (Pachygnatha) basieren dabei auf deren morphologischen (deren Struktur und Form betreffenden) Eigenschaften, die überdies mithilfe von durch DNA-Barcoding ermittelten Nukleotidsequenzen der Arten gestützt werden. Unter den beiden anderen Arten ist die Wald-Dickkieferspinne die der Dunklen Dickkieferspinne am nächsten verwandte Art und somit ihre Schwesterart. Folgendes Kladogramm verdeutlicht die äußere Systematik der drei Arten zueinander:
|  | Große Dickkieferspinne (P. clercki)                                                            |
|  |                                                                                                |
|  | \| \| Dunkle Dickkieferspinne \| \| \| \| \| \| Wald-Dickkieferspinne (P. listeri) \| \| \| \| |
|  |                                                                                                |
|  | Dunkle Dickkieferspinne                                                                        |
|  |                                                                                                |
|  | Wald-Dickkieferspinne (P. listeri)                                                             |
|  |                                                                                                |

|  | Dunkle Dickkieferspinne            |
|  |                                    |
|  | Wald-Dickkieferspinne (P. listeri) |
|  |                                    |

## Dunkle Dickkieferspinne und Mensch
In der Dunklen Dickkieferspinne wird ein Nutzen im Rahmen der biologischen Schädlingsbekämpfung gegen Blattläuse vermutet, sodass die Art dementsprechend möglicherweise ein effektiver Nützling wäre.

### Die Dunkle Dickkieferspinne als vermuteter Nützling
Die Möglichkeit, der Dunklen Dickkieferspinne durch ihre Bevorzugung von Blattläusen als Beutetiere einen Nutzen innerhalb der Landwirtschaft zuzuschreiben, wurde vermehrt im Vereinigten Königreich untersucht. Bei bereits erfolgten Untersuchungen im dortigen Agrarökosystem, die 1992, 1993, 1994 und 2005 stattgefunden haben, konnte die Art innerhalb dieser Standorte jedoch nur in geringer Individuenzahl nachgewiesen werden. Winterweizenkulturen werden auf den Britischen Inseln tendenziell von Baldachinspinnen (Linyphiidae) dominiert, während im Unterschied dazu andernorts in Europa die Dunkle Dickkieferspinne in Agrarkulturen in höheren Populationsdichten präsent sein kann. Daher kann die Art dort zu den bedeutendsten Prädatoren (Fressfeinden) von Blattläusen und möglicherweise anderen Schädlingen zählen. Obwohl die Dunkle Dickkieferspinne in britischen Getreidekulturen verglichen mit den Baldachinspinnen selten vorkommt, nimmt die Art dort eine wichtige Stellung innerhalb der großen Zahl an Prädatoren sowie eine andere Nische als die netzbauenden Baldachinspinnen ein.
Im Gegensatz zu den weiblichen Individuen der Baldachinspinnen, die an ihre Fangnetze gebunden und demzufolge sehr standorttreu sind, sind bei der Dunklen Dickkieferspinne wie bei allen Dickkieferspinnen (Pachygnatha) beide Geschlechter aktive Jäger und besitzen demzufolge ein identisches Beutespektrum, was möglicherweise auch den hier gering ausgeprägten Sexualdimorphismus erklärt. Bei den Untersuchungen ließ sich eine deutlich größere Menge an Überresten von Blattläusen in den Gedärmen von Individuen der Dunklen Dickkieferspinne nachweisen als bei an den gleichen Standorten vorkommenden Baldachinspinnen. Demnach bilden Blattläuse einen beträchtlichen Anteil an Beutetieren der Art. Die Vertreter der Dickkieferspinnen mitsamt der Dunklen Dickkieferspinne hindern von Pflanzen gefallene Blattläuse an einem erneuten Erklimmen dieser und erbeuten die Blattläuse durch nächtliches Klettern an den Pflanzen selektiv im Bereich von deren Schirm. Dabei verzehren die Spinnen innerhalb dieser ökologischen Nische eine Vielzahl an Blattläusen. Warum Blattläuse einen Großteil an Beutetieren der Dunklen Dickkieferspinne ausmachen, ist nicht geklärt. Vermutlich bilden die Läuse für die Spinne eine bessere Beute als für andere Prädatoren.
Es wird vermutet, dass die Dunkle Dickkieferspinne ähnlich wie verschiedene Marienkäfer, bei denen Blattläuse einen Großteil der Beutetiere ausmachen, eine gewisse Resistenz gegen Gifte der Blattläuse entwickelt hat und somit größere Mengen an Blattläusen als bei anderen Spinnen problemlos verzehren kann. Ebenso kann der vergleichsweise große Anteil an von der Spinne verzehrten Blattläusen auch darauf zurückzuführen sein, dass zum Zeitpunkt der Untersuchungen an den dortigen Standorten andere mögliche Beutetiere nicht vorhanden waren und die Individuen der Dunklen Dickkieferspinne somit zu einem Verzehr der Blattläuse gezwungen wären, unabhängig davon, ob dies zu Einbußen bei der Fitness der Individuen der Dunklen Dickkieferspinne geführt haben könnte. Insbesondere im Bodenbereich scheinen wiederum Springschwänze aus den Familien der Isotomidae, der Entomobryidae und der Sminthuridae die Hauptbeute der Dunklen Dickkieferspinne zu bilden. Allerdings ist unwahrscheinlich, dass freilaufend jagende Spinnen wie die Dunkle Dickkieferspinne große Mengen dieser Beutetiere konsumieren, da sich der Fang der sehr aktiven Springschwänze für diese Spinnen aufwendig gestalten dürfte. Im Gegensatz dazu sind die Springschwänze für die kleineren am Boden vorkommenden Baldachinspinnen, durch deren Netze der Fang der Springschwänze erleichtert wird, deren bevorzugte Beute. Größere und weniger bewegliche Beutetiere, die für die Dunkle Dickkieferspinne geeigneter wären, treten in diesen Bereichen kaum auf.
Obwohl bei den Forschungen nur 6 % aller in den untersuchten Gebieten gefundenen Spinnen der Dunklen Dickkieferspinne angehörten, fiel die Gesamtmenge an verbliebenen Bestandteilen in deren Gedärmen im Vergleich zu anderen Spinnenarten beachtlich hoch aus. Obwohl die vorhandenen Populationen der Baldachinspinnen grundsätzlich größer ausfielen und eine insgesamt zahlenmäßig größere Menge an Blattläusen erbeuteten, erbeuteten einzelne Individuen der Dunklen Dickkieferspinne dennoch mehr Blattläuse als einzelne Baldachinspinnen und könnten sich deshalb als effektivere Möglichkeit zur Bekämpfung der Blattläuse erweisen. Insbesondere Männchen der Dunklen Dickkieferspinne erbeuteten zwischen Mai und Juli dieses Jahres an den erforschten Standorten kaum geringere Mengen an Blattläusen als die dortigen Baldachinspinnen, obwohl die Anzahl letzterer dort deutlich höher ausfiel. Wie bei den Baldachinspinnen ernährten sich auch Exemplare der Dunklen Dickkieferspinne überproportional häufig von Blattläusen, wenn diese während ihrer Etablierungsphase relativ selten vorkamen, was die Spinnen zu opportunistischen Prädatoren werden lässt, die dennoch effektiv die Populationsdichte von Blattläusen reduzieren können. Im Juli 1999 erhöhte sich die Jagdaktivität der untersuchten Individuen der Dunklen Dickkieferspinne auf Blattläuse hingegen nicht mehr, was eventuell die Folge des gedeckten Nahrungsbedarfs durch die zuvor stattgefundenen Jagderfolge war.
Verschiedene Spinnen weiterer Arten, die während der Forschungen in den untersuchten Arealen ausgemacht wurden und insgesamt noch seltener als die Dunkle Dickkieferspinne auftraten, ernährten sich deutlich seltener von Blattläusen. Untersuchungen mithilfe spezifischer und monoklonaler Antikörper der Blattläuse selber bewiesen, dass die Dunkle Dickkieferspinne sich zu einem nicht unbeträchtlichen Teil von Blattläusen ernährt und sich demzufolge als Mittel im Rahmen der biologischen Schädlingsbekämpfung eignet.

### Gefährdung
Die Bestandsgefährdungen der Dunklen Dickkieferspinne werden je nach Land und Region unterschiedlich gewertet. In der Roten Liste gefährdeter Arten Tiere, Pflanzen und Pilze Deutschlands bzw. der Roten Liste und Gesamtartenliste der Spinnen Deutschlands (2016) wird die Art als „ungefährdet“ bewertet, da sie in Deutschland sehr häufig auffindbar ist und ihre Bestände dort sowohl lang- als auch kurzfristig gleichbleibend sind. Genauso gab es hier keine Veränderung zur vorherigen Roten Liste aus 1996 zu verzeichnen. Auch in der Roten Liste der Spinnen Kärntens (1999) werden die Bestände der Dunklen Dickkieferspinne gleichermaßen gewertet.
In der Roten Liste Großbritanniens (2017) wird die dort ebenfalls häufige Dunkle Dickkieferspinne nach IUCN-Maßstab in der Kategorie LC („Least Concern“, bzw. nicht gefährdet) erfasst. Gleiches trifft auf die Rote Liste der Spinnentiere (Arachnida) Norwegens (2015) zu, während der Gefährdungsgrad der Art in der Roten Liste der Spinnen Tschechiens (2015) in der Kategorie ES („Ecologically Sustainable“, bzw. ökologisch anpassbar) gewertet wird.